# بوينغ دبليوسي-135 كونستانت فينيكس
طائرة بوينغ دبليوسي-135 كونستانت فينيكس هي طائرة متعددة الاستخدام الغرض الطائرات مستمدة من طراز بوينغ سي-135 وتستخدمها قوات الولايات المتحدة الجوية. مهمتها هي جمع عينات من الغلاف الجوي لغرض الكشف عن وتحديد التفجيرات النووية. ويسميها العاملين بالبرنامج  بشكل غير رسمي باسم «طير الطقس» (بالإنكليزية: Weather Bird، ويزر بيرد) كما يطلق عليها الإعلم الدرلي اسم «الشمام» (بالإنكليزية: Sniffer، سنيفر).

## المشغلين
الولايات المتحدة القوات الجوية –
- قيادة القتال الجوي
- 55 الجناح – أوفوت AFB, نبراسكا
- 45 سرب الاستطلاع

## المواصفات
الخصائص العامة
- الطاقم: بحسب المهمة
- الطول: 139 قدم 11 بوصة (42.6 م)
- باع الجناح: 130 قدم 10 بوصة (39.9 م)
- الارتفاع: 42 قدم (12.8 م)
- مساحة الجناح : 2,433 قدم² (226 م²)
- وزن الإقلاع الأقصى: 300,500 ليبرة (136,300 كغ)

الأداء
- السرعة القصوى: 350 KIAS (648 كم/س)
- مدى (طائرة): 4000 ميل (6437 كم)
- سقف الخدمة: 40,000 قدم (12,200 م)
- حمولة الجناح: 123.5 ليبرة/قدم² (603 كغ/م²)

التسليح

### طائرات شبيهة من حيث الدور والقدرة والعصر
- لوكهيد دبليو سي 130
- لوكهيد دبليو سي 130

### قوائم ذات صلة
* قائمة الطائرات العسكرية النشطة في الولايات المتحدة